# Eparchia miczuryńska
Eparchia miczuryńska – jedna z eparchii Rosyjskiego Kościoła Prawosławnego, z siedzibą w Miczuryńsku, wchodząca w skład metropolii tambowskiej. Od 27 września 2013 jej ordynariuszem jest biskup miczuryński i morszański Hermogen (Siery).
Erygowana decyzją Świętego Synodu Rosyjskiego Kościoła Prawosławnego z 26 grudnia 2012. Została wydzielona z eparchii tambowskiej. Podlegają jej parafie i klasztory na terenie rejonów miczuryńskiego, morszańskiego, nikiforowskiego, pierwomajskiego, sosnowskiego i starojurjewskiego obwodu tambowskiego.